# Игнатов, Юрий Дмитриевич
Ю́рий Дми́триевич Игна́тов (1940—2013) — российский учёный-фармаколог, заведующий кафедрой фармакологии СПбГМУ им. академика И. П. Павлова, директор НИИ фармакологии им. А. В. Вальдмана, академик РАМН, заслуженный деятель науки РСФСР, вице-президент Российского научного общества фармакологов, доктор медицинских наук, профессор. Ю. Д. Игнатова называют одним из создателей отечественной школы экспериментальной и клинической фармакологии боли.

## Биография
Родился 10 октября 1940 года. В 1963 году окончил лечебный факультет Первого Ленинградского медицинского института им. академика И. П. Павлова, в котором трудился на протяжении всей своей жизни.
В 1963—1966 годах обучался в аспирантуре на кафедре фармакологии 1-го ЛМИ. С 1966 года работал ассистентом этой же кафедры. В 1967 году защитил кандидатскую диссертацию. С 1970 года — доцент кафедры фармакологии.
Защитив в 1977 году докторскую диссертацию, занял должность профессора кафедры. В 1978 году избран заведующим кафедрой фармакологии, которую в дальнейшем возглавлял на протяжении 35 лет. В марте 1979 года получил учёное звание профессора.
В 1995 году на базе кафедры фармакологии СПбГМУ был образован Научно-исследовательский институт фармакологии имени А. В. Вальдмана с курсом клинической фармакологии, лабораторией фармакологии наркотиков и отделом фармакологии научно-исследовательского центра. В 1996 году НИИ был возглавлен профессором Ю. Д. Игнатовым.
В 1977—2008 годах он являлся проректором по учебной работе и первым проректором университета.
В 1991 году избран членом-корреспондентом Российской академии медицинских наук, в 2000 году — действительным членом РАМН.
В 2010 году Ю. Д. Игнатову присуждено звание почётного доктора СПбГМУ им. академика И. П. Павлова.
Скончался 27 июня 2013 года в Петербурге на 73-м году жизни. Похоронен 1 июля на Серафимовском кладбище.

## Вклад в науку
Ю. Д. Игнатов был автором фундаментальных концепций и прикладных разработок в области нейрофармакологии боли и лекарственного обезболивания. Им получены приоритетные данные о дифференцированном участии различных опиатных рецепторов в регуляции эмоционально-аффективных компонентов острой боли различного происхождения, выявлены особенности опиоидергической регуляции системной и регионарной гемодинамики, проводящей системы сердца, тромбоцитарно-сосудистого гемостаза.
Профессором Игнатовым обоснована гипотеза о существовании альтернативных (неопиатных) нейромедиаторных систем регуляции боли, а также выявлены принципы функционирования адренергических болеутоляющих механизмов. Благодаря этому было обосновано применение нового класса неопиатных анальгетиков в анестезиологии и при болевых синдромах различного генеза.
Автор более 420 научных работ, в числе которых 12 монографий, 7 сборников научных трудов, 13 справочников для врачей, 15 учебных пособий. Имел 6 патентов на изобретение.
Ю. Д. Игнатов подготовил 15 докторов и 44 кандидата медицинских наук. На протяжении ряда лет был председателем диссертационного совета СПбГМУ, а также членом диссертационного совета Института экспериментальной медицины Северо-Западного отделения РАМН.
Являясь более чем 30 лет проректором по учебной работе, Ю. Д. Игнатов внёс значительный вклад в развитие медицинского образования в одном из старейших медицинских вузов страны, совершенствую структуру факультетов, учебной части, подготовку и расстановку научно-педагогических кадров.
Ю. Д. Игнатов являлся членом редколлегии и редакционных советов четырёх научных журналов, заместителем председателя правления Российского и Санкт-Петербургского научных обществ фармакологов, членом Международной и Российской ассоциаций по изучении боли. Он организовал лабораторию фармакоэпидемиологии и Информационный центр по клинической фармакологии.

## Награды
- орден «Знак Почёта»
- медаль ордена «За заслуги перед Отечеством» II степени (1997)[5]
- медаль «За трудовое отличие»
- заслуженный деятель науки РСФСР (1991)
- диплом «Академик Международной академии наук высшей школы» (1994)
- премия Правительства Санкт-Петербурга за выдающиеся достижения в области высшего и среднего профессионального образования (2013)